# Raymonde Le Texier
Pour les articles homonymes, voir Le Texier.
Raymonde Le Texier est une personnalité politique française, membre du PS, née le 29 octobre 1939 à Thoras (Haute-Loire).

## Biographie
Licenciée ès sciences de l'éducation, elle obtient le diplôme d'État d'assistante sociale puis devient cadre dans un organisme chargé de l'enfance maltraitée, l'Association vers la vie pour l'éducation des jeunes.
Conseillère municipale puis adjointe au maire de Villiers-le-Bel, entre 1977 et 1988, elle devient maire de la commune en 1988. Élue conseillère régionale d'Île-de-France de 1986 à 1994, puis entre au conseil général du Val-d'Oise en 1994. 
En 1997, suppléante de Dominique Strauss-Kahn à l'Assemblée nationale, elle devient députée de la huitième circonscription du Val-d'Oise le 4 juillet 1997 à la suite de l'entrée au gouvernement Lionel Jospin de M. Strauss-Kahn comme ministre de l'Économie. Elle abandonne alors son mandat de maire de Villiers-le-Bel en conservant la charge de première adjointe. Le 12 février 2001, elle démissionne de son mandat de député pour permettre la réélection de M. Strauss-Kahn lors d'une élection législative partielle. Lors des élections municipales de 2001, elle est réélue au conseil municipal de Villiers-le-Bel et reste adjointe au maire.
En 2004, elle quitte cette fonction après avoir été élue, le 26 septembre 2004, sénatrice dans son département. Lors des élections cantonales de 2008, elle ne se représente pas et est remplacée pour le canton de Villiers-le-Bel par Didier Vaillant, maire de Villiers-le-Bel.